# Seleucia pectinella
Seleucia pectinella is een vlinder uit de familie snuitmotten (Pyralidae). De wetenschappelijke naam is voor het eerst geldig gepubliceerd in 1911 door Chretien.
De soort komt voor in Europa.